# Romazava

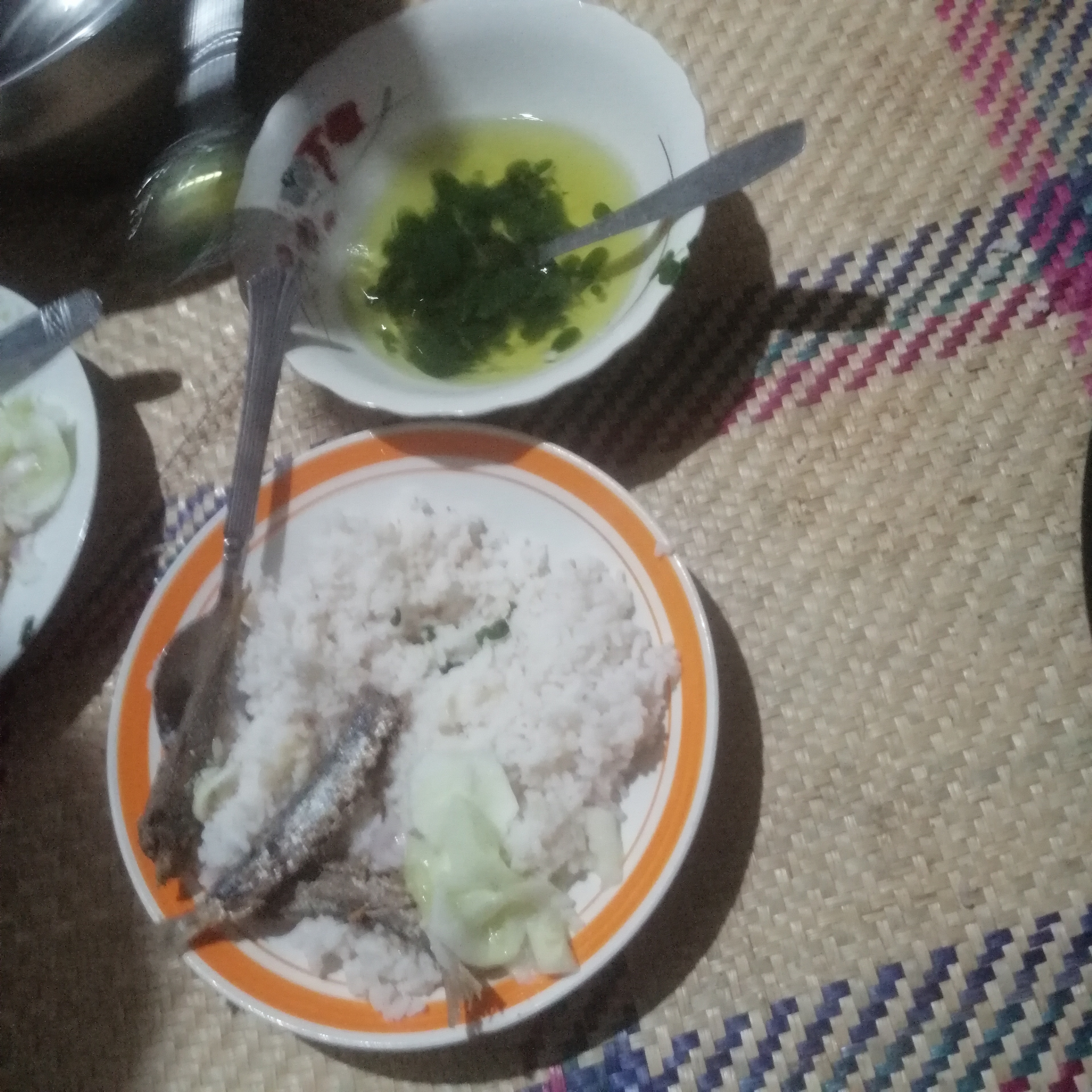
Vary (riz) avec sardine frit et romazava agnamorongo

Le romazava (/ɾumazaːv/) est un mets traditionnel de la cuisine malgache, aussi présent aux Comores, à base de viande, crevette, poisson et de brèdes, dont notamment des brèdes mafana.

## Préparation
La viande utilisée pour le romazava est généralement du zébu (à Madagascar) ou des morceaux assez gras de bœuf, mais il peut aussi être préparé avec du poulet ou du poisson.

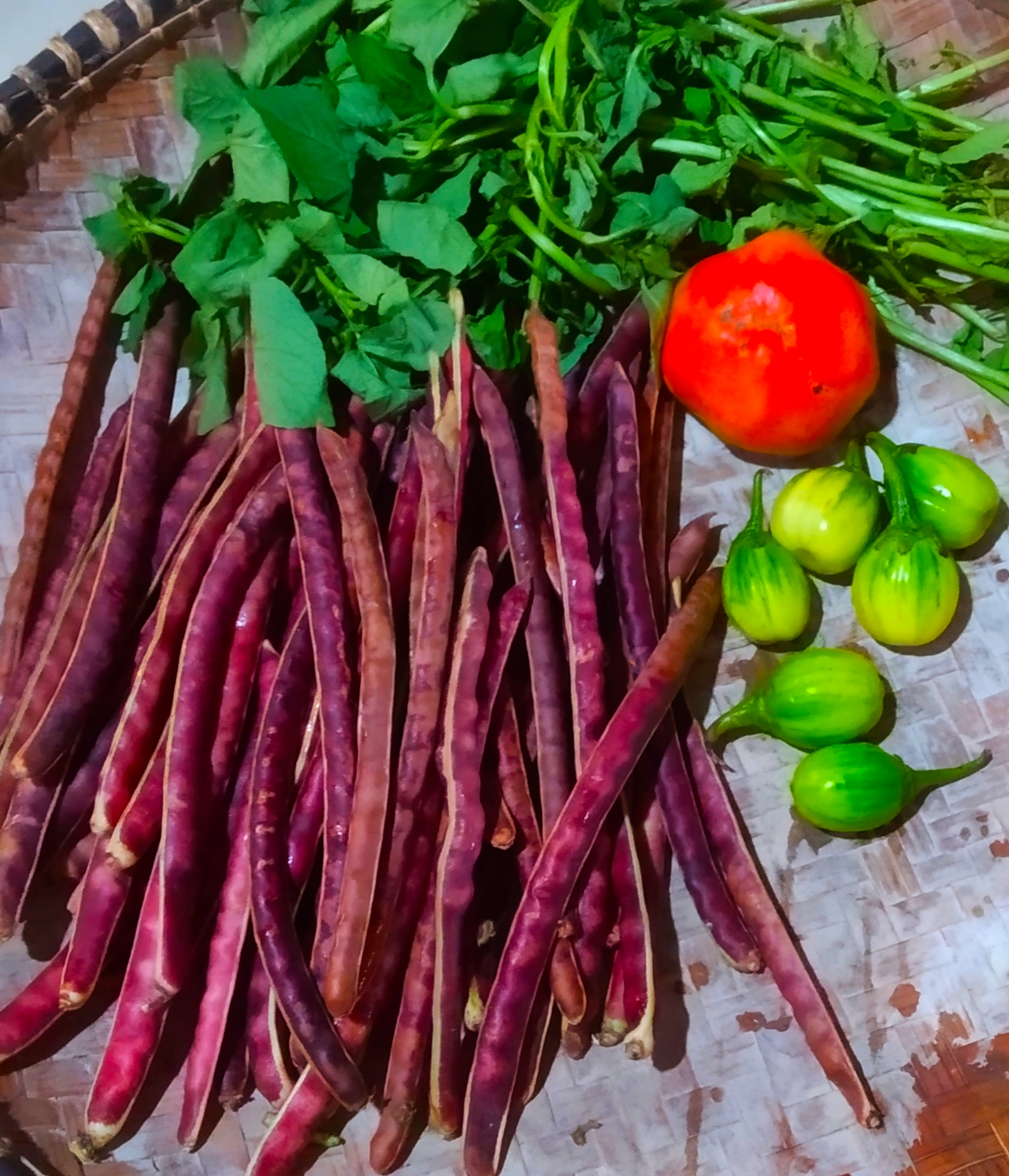
preparation tomazava : kodry, angivy, tomate, anamafana

Après avoir fait revenir la viande coupée en gros morceaux dans un peu d'huile et y avoir ajouté oignons ou échalotes, de l'ail pilé, des tomates coupées en morceaux et du gingembre, on mouille de plusieurs verres d'eau et on laisse cuire environ 45 minutes, jusqu'à évaporation totale de l'eau.
Les parties tendres des brèdes (brèdes mafana, brèdes morelle, brèdes cresson, etc.) et quelques "fleurs" (des boutons floraux en fait) du brède mafana sont alors ajoutées ainsi que quelques verres d'eau, puis cette sorte de pot-au-feu mijote pendant au moins une demi-heure.
En fin de cuisson, la sauce doit être relativement réduite et la viande bien tendre.

## Dégustation
Le romazava s'accompagne de riz blanc (non salé et cuit à l'étuvé),de piment et d'un rougail. Le romazava a un goût spécifique donné par les fleurs de brèdes mafana, qui consiste en une sensation un peu piquante et proche d'une légère anesthésie de la langue et du palais. Plus la préparation contient de fleurs de brède mafana, plus cette sensation est forte.